# トレジャー&ドラゴン 魔の竜神と失われた王国
『トレジャー&ドラゴン 魔の竜神と失われた王国』（トレジャー&ドラゴン まのりゅうじんとうしなわれたおうこく、原題：The Lost Treasure of the Grand Canyon）は、2008年12月20日にカナダより公開された映画。アメリカ合衆国のグランド・キャニオンに隠された謎の古代アステカ文明の王国を舞台として、眠る古代の秘宝を求め、王国へ旅に出るアドベンチャー作品。ファラド・マン監督、クレイ・カームーシェ脚本、マイケル・シャンクスが主演を担当する。
日本では劇場未公開。2010年4月28日にトランスフォーマーよりDVD（TMSS-170）が発売されている。

## キャスト
| 役名   | 俳優                 | 日本語吹き替え |
| ------ | -------------------- | -------------- |
| セイン | マイケル・シャンクス | 大塚智則       |

## スタッフ
- 監督：ファラド・マン
- 製作：カレン・ベイリー、ハーヴェイ・カーン、ナディア・ミアー
- 製作総指揮：カレン・ベイリー
- 脚本：クレイ・カームーシェ
- 撮影：アダム・スリウィンスキー
- 編集：ニコール・ラトクリフ
- 音楽：マイケル・ニールソン